# Michiko Oikawa
Michiko Oikawa (及川道子, Oikawa Michiko) est une actrice japonaise née le 20 octobre 1911 et morte le 30 septembre 1938. 

## Biographie
Michiko Oikawa est l'une des stars de la Shōchiku des années 1930, au même titre que des actrices comme Kinuyo Tanaka, Hiroko Kawasaki, Michiko Kuwano, Sanae Takasugi, Kuniko Miyake ou Mieko Takamine. Selon Tadao Satō, elle semble être « l'incarnation du malheur de la belle et pure jeune fille promise à une mort prématurée ». Le destin voudra qu'elle meure à 26 ans de la tuberculose.

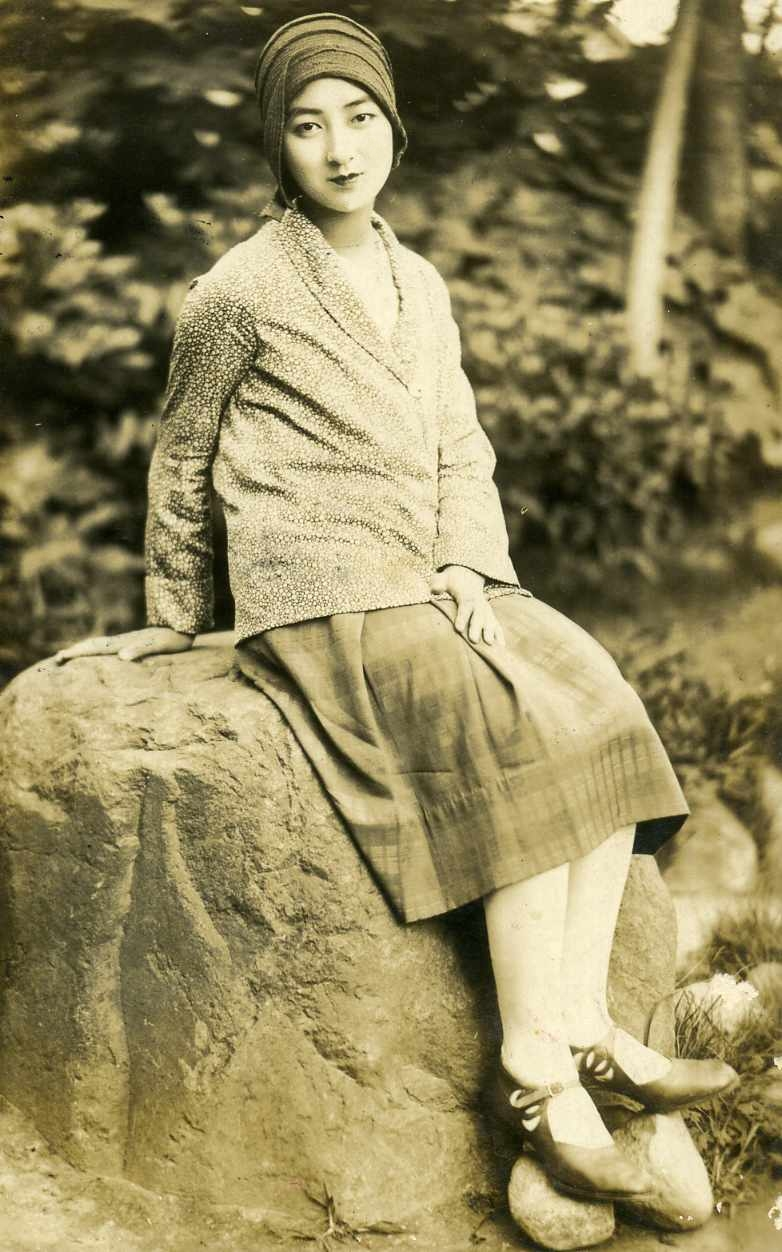
Michiko Oikawa dans les années 1930

Michiko Oikawa a tourné dans 23 films entre 1929 et 1936.

## Filmographie

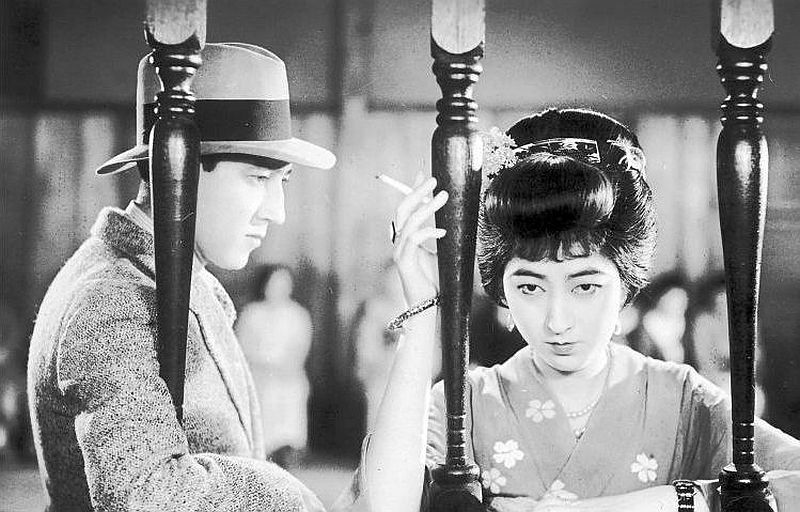
Ureo Egawa et Michiko Oikawa dans Jeunes filles japonaises sur le port (1933).

- 1929 : Perle éternelle (不壊の白珠, Fue no shiratama?) de Hiroshi Shimizu : Reiko Mizuno
- 1929 : Le Premier Cri de l'amour (恋愛第一課, Renai dai-ikka?) de Hiroshi Shimizu
- 1930 : Un amour sincère (真実の愛, Shinjitsu no ai?) de Hiroshi Shimizu
- 1930 : Étreinte (抱擁, Hōyō?) de Hiroshi Shimizu
- 1930 : Femme, ne salis pas ton nom ! (女よ！君の名を汚す勿れ, Onna-yo kimi no na o kegasu nakare?) de Heinosuke Gosho
- 1931 : Ureibana (有憂華?) de Hiroshi Shimizu
- 1931 : Celui qui crie dans les champs I (野に叫ぶもの 青春篇, No ni sakebu mono: Seishun hen?) de Yasujirō Shimazu
- 1931 : Celui qui crie dans les champs II (野に叫ぶもの 争闘篇, No ni sakebu mono: Sōtō hen?) de Yasujirō Shimazu
- 1931 : La Ligne de la vie ABC I - II (生活線ＡＢＣ, Seikatsu-sen ABC I - II?) de Yasujirō Shimazu
- 1932 : Le Brise-vent de l'amour (愛の防風林, Ai no bōfōrin (?) de Hiroshi Shimizu
- 1932 : Les nuits blanches sont lumineuses (白夜は明くる, Byakuya wa akaruku?) de Hiroshi Shimizu : Masue Teramoto
- 1932 : Josei no kirifuda (女性の切札?) de Hōtei Nomura
- 1933 : Endors-toi sur la poitrine de ta mère (眠れ母の胸に, Nemure haha no mune ni?) de Hiroshi Shimizu
- 1933 : Jeunes filles japonaises sur le port (港の日本娘, Minato no nihon musume?) de Hiroshi Shimizu : Sunako Kurokawa
- 1933 : Joue contre joue (頬を寄すれば, Hoho o yosureba?) de Yasujirō Shimazu : Yumiko
- 1933 : L'Amour (愛撫, Ramūru?) de Heinosuke Gosho
- 1934 : Une mère orientale (東洋の母, Tōyō no haha?) de Hiroshi Shimizu
- 1934 : Yumemiru koro (夢みる頃?) de Hiromasa Nomura
- 1934 : Tsukigata Hanpeita (月形半平太?) de Taizō Fuyushima
- 1935 : Masshiro ki Fuji no ne (真白き富士の根?) de Yasushi Sasaki
- 1935 : Eikyū no ai: Zenpen (永久の愛 前篇?) de Yoshinobu Ikeda
- 1935 : Eikyū no ai: Kōhen (永久の愛 後篇?) de Yoshinobu Ikeda
- 1936 : Réunion de famille (家族会議, Kazoku kaigi?) de Yasujirō Shimazu